# Coenraet Waumans

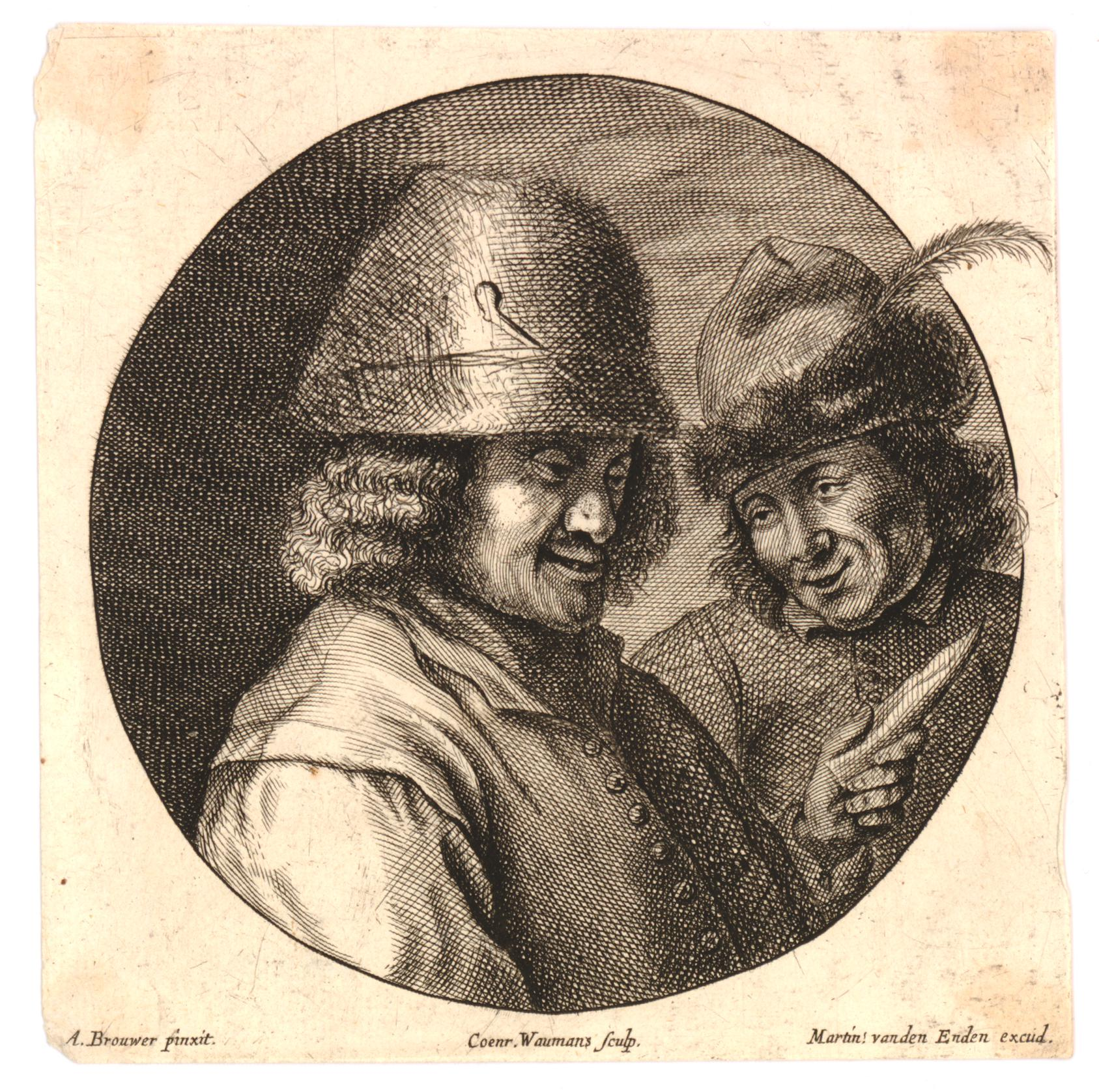
Coenraet Waumans según Adriaen Brouwer: Dos campesinos cantando. Aguafuerte y buril. British Museum

Coenraet (o Coenraad) Waumans (Amberes, 19 de junio de 1619 - ¿?, c. 1675-1681) fue un grabador flamenco.
Consta registrado como aprendiz de Paulus Pontius en el gremio de San Lucas, en el libro de cuentas del 18 de septiembre de 1633 al 18 de septiembre del año siguiente, y como maestro libre entre septiembre de 1636 y septiembre de 1637. Se pierden las noticias documentales después del 30 de mayo de 1661, cuando firmó los nuevos estatutos del gremio, pero es posible que aún viviese en 1675, y alguna fuente prolonga su vida hasta 1681.
Firmó grabados de reproducción de obras religiosas de Rubens (El descendimiento de la Cruz, según la versión que fue de Ladislao IV de Polonia, destruida por el fuego en 1973, o La educación de la Virgen por santa Ana, que toma como modelo el cuadro de Rubens ahora conservado en el Museo Real de Bellas Artes de Amberes).
Pero son los retratos los motivos que más se repiten en su producción, ya sea por pinturas de Anton van Dyck, de quien son los retratos de Federico Enrique de Nassau, Amalia von Solms y Antonio Dávila y Zúñiga grabados por Waumans, de Joannes Meyssens, para la serie Image de divers hommes d'esprit sublime, qui par leur art et science devraient vivre éternellement, Amberes, 1649, o de Lucas Franchoys (II), de quien grabó su autorretrato —actualmente perdido— para el Het gulden cabinet vande edele vry schilder-const de Cornelis de Bie. Con Pontius y otros muchos grabadores colaboró en la serie de retratos abiertos por dibujos de Anselmus van Hulle de los ciento veinte negociadores de la Paz de Westfalia, retratos reunidos bajo el título Celeberrimi ad Pacificandum Christiani nomines orbem: Legati Monasterium et Osnabrugas..., que fueron publicados en Amberes por Daniel Middeler en 1648, el mismo año de la firma de los tratados de Münster y Osnabrück.
Se han relacionado también con él, en otro orden, varios aguafuertes con bustos largos de campesinos de rasgos caricaturescos según dibujos de Adriaen Brouwer a partir de la firma que se encuentra en alguno de ellos.